# Konsensuspolitik
Konsensuspolitik kallas den strävan efter ekonomisk och politisk endräkt som gjorde sig gällande i Finland under sent 1900-tal.
Konsensustänkandet kan anses ha fått sin början i ett tal av direktören för Näringslivets delegation Max Jakobson 1976, men idén låg vid denna tid mer eller mindre i luften – redan 1968 hade skogsindustrin samlats till ett arbetsmarknadsseminarium där både arbetsgivarna och arbetstagarna deltog, vilket var första gången i landets historia. Vid denna tidpunkt var det de allt mer markanta vänsterströmningarna i samhället som fick arbetsgivarna att gå in för en samarbetslinje. Begreppet konsensus hade kommit in i det politiska språkbruket i Finland genom Europeiska säkerhetskonferensen (ESK) 1975, där besluten fattades enhälligt. Det användes i denna bemärkelse första gången den 3 juli 1977 i en artikel i Suomen Sosialidemokraatti.
I september 1977 sammankallade regeringen med statsminister Kalevi Sorsa i spetsen en konferens med 300 företrädare för arbetarrörelsen och näringslivet på hotell Korpilampi i Esbo (man talade därefter om "Korpilampiandan"), där man kom överens bland annat om att den offentliga sektorns tillväxt skulle hejdas och skattetrycket inte tillåtas öka, vilket särskilt för socialdemokraterna innebar ett övergivande av dittillsvarande ideologiska positioner och en förstärkt pragmatisk hållning.
Konsensus hade uppenbar andel i den starka ekonomiska tillväxten i Finland åren 1979–1985, då bruttonationalprodukten växte med i genomsnitt 3,8% om året, vilket överträffade de flesta andra OECD-länder. Däremot uppnåddes inte målsättningen om en dämpning av den offentliga sektorns tillväxt, eftersom dennas utgifter under de nämnda åren ökade med i genomsnitt 5,3% om året. Konsensuspolitiken, som hade kritiserats bland annat för att den i sin alternativlöshet ledde till korporatism, politiska patentlösningar och en svag position för medborgaren, började försvagas i mitten av 1980-talet.